# Rosuvastatin
Rosuvastatín, pod zaščitenim imenom Crestor in drugimi, je antihiperlipemik iz skupine statinov, ki se uporablja za preprečevanje srčno-žilnih zapletov pri bolnikih s povišanim tveganjem ter za zdravljenje dislipidemije. Ob jemanju rosuvastatina se priporoča tudi zdrav življenjski slog (dieta, telesna dejavnost, izguba telesne teže). Uporablja se skozi usta (peroralno).
Pogosti neželeni učinki zajemajo bolečino v trebuhu, slabost, glavobol in bolečino v mišicah. Med hude neželene učinke spadajo rabdomioliza, moteno delovanje jeter in sladkorna bolezen. Uporaba med nosečnostjo je lahko škodljiva za plod. Kot tudi drugi statini rosuvastatin zavira encim HMG-CoA reduktazo, ki se nahaja v jetrih in je pomemben v proizvodnji holesterola.
Rosuvastatin so patentirali leta 1991, v ZDA pa so ga za klinično uporabo odobrili leta 2003. Danes so na tržišču že generična zdravila.

## Klinična uporaba
Rosuvastatin se uporablja za preprečevanje srčno-žilnih zapletov pri bolnikih s povišanim tveganjem ter za zdravljenje dislipidemij (primarne hiperholesterolemije in mešane dislipidemije).

### Učinek na ravni lipidov v krvi
Učinek rosuvastatina na zmanjševanje ravni LDL-holesterola v krvi je odvisen od odmerka. V primerjavi z miligramsko ekvivalentnimi odmerki atorvastatina in miligramsko ekvivalentnimi ali višjimi odmerki simvastatina ali pravastatina so bili visoki odmerki rosuvastatina učinkovitejši pri izboljšanju profila lipidov v krvi pri bolnikih s hiperholesterolemijo.
Metaanaliza podatkov je pokazala, da lahko tudi rosuvastatin, podobno kot drugi statini, zmerno poviša ravni HDL-holesterola.

## Neželeni učinki
Med pogoste neželene učinke spadajo sladkorna bolezen (pogostnost je odvisna od prisotnosti dejavnikov tveganja), glavobol, omotica, zaprtost, slabost, bolečine v trebuhu, bolečina v mišicah, astenija (telesna slabostnost).